# Menards A.J. Foyt 225 2004
Menards A.J. Foyt 225 2004 var ett race som var den nionde deltävlingen i IndyCar Series 2004. Racet kördes den 25 juli på Milwaukee Mile. Dario Franchitti tog sin första seger i IndyCar Series, följd av Buddy Rice. Mästerskapsledaren Tony Kanaan utökade sin marginal ytterligare med en fjärdeplats.

## Slutresultat
| Plats | Förare            | Team                     | Grid | Kvaltid |
| ----- | ----------------- | ------------------------ | ---- | ------- |
| 1     | Dario Franchitti  | Andretti Green Racing    | 7    | 21,839  |
| 2     | Buddy Rice        | Rahal Letterman Racing   | 3    | 21,714  |
| 3     | Sam Hornish Jr.   | Marlboro Team Penske     | 4    | 21,716  |
| 4     | Tony Kanaan       | Andretti Green Racing    | 2    | 21,673  |
| 5     | Vitor Meira       | Rahal Letterman Racing   | 1    | 21,578  |
| 6     | Townsend Bell     | Panther Racing           | 12   | 22,035  |
| 7     | Alex Barron       | Cheever Racing           | 16   | 22,258  |
| 8     | Adrián Fernández  | Fernández Racing         | 6    | 21,749  |
| 9     | Bryan Herta       | Andretti Green Racing    | 11   | 22,028  |
| 10    | Kosuke Matsuura   | Fernández Racing         | 22   | 22,841  |
| 11    | Ed Carpenter      | Cheever Racing           | 15   | 22,242  |
| 12    | Hélio Castroneves | Marlboro Team Penske     | 5    | 21,738  |
| 13    | Felipe Giaffone   | Dreyer & Reinbold Racing | 13   | 22,117  |
| 14    | Mark Taylor       | Access Motorsports       | 18   | 22,325  |
| 15    | Scott Sharp       | Kelley Racing            | 21   | 22,620  |
| 16    | A.J. Foyt IV      | A.J. Foyt Enterprises    | 20   | 22,573  |
| 17    | Jaques Lazier     | Patrick Racing           | 9    | 21,962  |
| 18    | Dan Wheldon       | Andretti Green Racing    | 17   | 22,271  |
| 19    | Darren Manning    | Chip Ganassi Racing      | 10   | 22,001  |
| 20    | Tora Takagi       | Mo Nunn Racing           | 19   | 22,438  |
| 21    | Tomas Scheckter   | Panther Racing           | 8    | 21,902  |
| 22    | Scott Dixon       | Chip Ganassi Racing      | 14   | 22,223  |